# ژول لادومگ
ژول لادومگ (فرانسوی: Jules Ladoumègue‎؛ ۱۰ دسامبر ۱۹۰۶ – ۲ مارس ۱۹۷۳ (aged 66)) ورزشکار دو و میدانی اهل فرانسه بود.
وی همچنین برندهٔ جوایزی همچون لژیون دونور (شوالیه) شده‌است.
وی در مسابقات کشوری و بین‌المللی در مجموع برندهٔ ۱ مدال نقره شده‌است.